# NGC 3617
NGC 3617 ist eine elliptische Galaxie vom Hubble-Typ E im Sternbild Hydra am Südsternhimmel, die schätzungsweise 88 Millionen Lichtjahre von der Milchstraße entfernt ist. 
Das Himmelsobjekt wurde am 22. März 1836 vom amerikanischen Astronom John Herschel entdeckt.